# Kamil Wilczek
Kamil Wilczek (Wodzisław Śląski, 1988. január 14. –) lengyel válogatott labdarúgó, a Piast Gliwice csatárja.

## Pályafutása

### Klubcsapatokban
Wilczek a lengyelországi Wodzisław Śląski városában született. Az ifjúsági pályafutását a helyi Wodzisław Śląski akadémiájánál kezdte.
2005-ben mutatkozott be a Silesia Lubomia felnőtt keretében. 2006 és 2010 között a spanyol Horadada és Elche B, illetve a lengyel GKS Jastrzębie és Piast Gliwice csapatát erősítette. 2010-ben a Zagłębie Lubin szerződtette. 2013-ban visszatért a Piast Gliwicéhez. A 2014–15-ös szezonban 35 mérkőzésen elért 20 góljával megszerezte az Ekstraklasa gólkirályi címét. 2015-ben az olasz Carpihoz, majd 2016-ban a dán első osztályban szereplő Brøndbyhez igazolt. 2020-ban a török Göztepe csapatához csatlakozott. Először a 2020. január 26-ai, Beşiktaş ellen 2–1-re megnyert mérkőzés 88. percében, Cameron Jerome cseréjeként lépett pályára. Első gólját 2020. július 8-án, az Ankaragücü ellen 2–2-es döntetlennel zárult találkozón szerezte meg. 2020 augusztusában a dán Københavnhoz szerződött. 2020. szeptember 13-án, az Odense ellen 3–2-re elvesztett bajnokin debütált és egyben megszerezte első két gólját a klub színeiben.
2022. január 31-én 2½ éves szerződést kötött a lengyel első osztályban érdekelt Piast Gliwice együttesével. Először a 2022. február 5-ei, Pogoń Szczecin ellen 2–0-ra elvesztett mérkőzésen lépett pályára. Első gólját 2022. február 13-án, a Wisła Płock ellen idegenben 2–0-ra megnyert találkozón szerezte meg.

### A válogatottban
Wilczek az U19-es és az U21-es korosztályú válogatottakban is képviselte Lengyelországot.
2016-ban debütált a felnőtt válogatottban. Először a 2016. október 11-ei, Örményország ellen 2–1-re megnyert VB-selejtező 85. percében, Łukasz Teodorczykot váltva lépett pályára.

## Statisztikák
2023. március 12. szerint

| Klub           | Szezon   | Osztály          | Bajnokság | Bajnokság | Kupa és Ligakupa | Kupa és Ligakupa | Nemzetközi | Nemzetközi | Összesen | Összesen |
| Klub           | Szezon   | Osztály          | Meccs     | Gól       | Meccs            | Gól              | Meccs      | Gól        | Meccs    | Gól      |
| -------------- | -------- | ---------------- | --------- | --------- | ---------------- | ---------------- | ---------- | ---------- | -------- | -------- |
| GKS Jastrzębie | 2007–08  | I Liga           | 22        | 3         | 0                | 0                | —          | —          | 22       | 3        |
| GKS Jastrzębie | 2008–09  | I Liga           | 10        | 2         | 1                | 0                | —          | —          | 11       | 2        |
| GKS Jastrzębie | Összesen | Összesen         | 32        | 5         | 1                | 0                | 0          | 0          | 33       | 5        |
| Piast Gliwice  | 2008–09  | Ekstraklasa      | 13        | 2         | 0                | 0                | —          | —          | 13       | 2        |
| Piast Gliwice  | 2009–10  | Ekstraklasa      | 26        | 5         | 1                | 0                | —          | —          | 27       | 5        |
| Piast Gliwice  | Összesen | Összesen         | 39        | 7         | 1                | 0                | 0          | 0          | 40       | 7        |
| Zagłębie Lubin | 2010–11  | Ekstraklasa      | 16        | 3         | 0                | 0                | —          | —          | 16       | 3        |
| Zagłębie Lubin | 2011–12  | Ekstraklasa      | 17        | 1         | 0                | 0                | —          | —          | 17       | 1        |
| Zagłębie Lubin | 2012–13  | Ekstraklasa      | 8         | 0         | 1                | 1                | —          | —          | 9        | 1        |
| Zagłębie Lubin | Összesen | Összesen         | 41        | 4         | 1                | 1                | 0          | 0          | 42       | 5        |
| Piast Gliwice  | 2013–14  | Ekstraklasa      | 31        | 9         | 1                | 0                | 1          | 0          | 33       | 9        |
| Piast Gliwice  | 2014–15  | Ekstraklasa      | 35        | 20        | 2                | 0                | —          | —          | 37       | 20       |
| Piast Gliwice  | Összesen | Összesen         | 66        | 29        | 3                | 0                | 1          | 0          | 70       | 29       |
| Carpi          | 2015–16  | Serie A          | 3         | 0         | 0                | 0                | —          | —          | 3        | 0        |
| Brøndby        | 2015–16  | Danish Superliga | 13        | 5         | 2                | 0                | —          | —          | 15       | 5        |
| Brøndby        | 2016–17  | Danish Superliga | 30        | 13        | 4                | 2                | 8          | 4          | 42       | 19       |
| Brøndby        | 2017–18  | Danish Superliga | 30        | 15        | 5                | 6                | 4          | 0          | 39       | 21       |
| Brøndby        | 2018–19  | Danish Superliga | 34        | 22        | 3                | 2                | 4          | 3          | 41       | 27       |
| Brøndby        | 2019–20  | Danish Superliga | 18        | 17        | 1                | 0                | 6          | 3          | 25       | 20       |
| Brøndby        | Összesen | Összesen         | 125       | 72        | 15               | 10               | 22         | 10         | 162      | 92       |
| Göztepe        | 2019–20  | Süper Lig        | 14        | 1         | 0                | 0                | —          | —          | 14       | 1        |
| København      | 2020–21  | Danish Superliga | 27        | 10        | 2                | 0                | 3          | 1          | 32       | 11       |
| København      | 2021–22  | Danish Superliga | 6         | 1         | 1                | 0                | 7          | 2          | 14       | 3        |
| København      | Összesen | Összesen         | 33        | 11        | 3                | 0                | 10         | 3          | 46       | 14       |
| Piast Gliwice  | 2021–22  | Ekstraklasa      | 13        | 5         | 1                | 0                | —          | —          | 14       | 5        |
| Piast Gliwice  | 2022–23  | Ekstraklasa      | 21        | 8         | 1                | 0                | —          | —          | 22       | 8        |
| Piast Gliwice  | Összesen | Összesen         | 34        | 13        | 2                | 0                | 0          | 0          | 36       | 13       |
| Összesen       | Összesen | Összesen         | 387       | 142       | 26               | 11               | 33         | 13         | 446      | 166      |

### A válogatottban
| Válogatott    | Év       | Pályára lépés | Gól |
| ------------- | -------- | ------------- | --- |
| Lengyelország | 2016     | 2             | 0   |
| Lengyelország | 2017     | 1             | 0   |
| Összesen      | Összesen | 3             | 0   |

## Sikerei, díjai
Brøndby
- Danish Superliga
  - Ezüstérmes (2): 2016–17, 2017–18

- DBU Pokalen
  - Győztes (1): 2017–18
  - Döntős (2): 2016–17, 2018–19

Egyéni
- A lengyel első osztály gólkirálya: 2014–15 (20 góllal)